# 前場勝政
前場 勝政（まえば かつまさ）は、江戸時代の武士。江戸幕府旗本。

## 経歴・人物
前場氏は日下部姓朝倉氏流の越前出身の豪族。前波氏と出自を同じくする。
徳川家康に従い大坂の陣に参陣する。のち徳川秀忠に仕え小姓組番士となり、260石を知行する。寛永3年（1626年）徳川家光の上洛に供奉する。